# Mycodrosophila
Mycodrosophila is een vliegengeslacht uit de familie van de Fruitvliegen (Drosophilidae).

## Soorten
- M. claytonae Wheeler and Takada, 1963
- M. dimidiata (Loew, 1862)
- M. poecilogastra (Loew, 1874)
- M. stalkeri Wheeler and Takada, 1963